# Чаба
Чаба (рум. Ceaba) — село у повіті Клуж в Румунії. Входить до складу комуни Синмартін.
Село розташоване на відстані 329 км на північний захід від Бухареста, 48 км на північний схід від Клуж-Напоки.

## Населення
За даними перепису населення 2002 року у селі проживали 286 осіб, з них 285 осіб (99,7%) румунів. Рідною мовою 285 осіб (99,7%) назвали румунську.